# Óyeme!
«Óyeme»  es una canción interpretada por la cantautora española Mónica Naranjo, producida por Cristóbal Sansano e incluida en el álbum debut de estudio homónimo de la cantante, Mónica Naranjo (1994).
En 1994 fue lanzada en México, como sencillo promocional.

## Créditos
- Voz principal: Mónica Naranjo.
- Escrita por: Cristóbal Sansano.
- Compuesta por: Cristóbal Sansano.
- Producida por: Cristóbal Sansano.

## Versiones y remixes

### Estudio
- Álbum Versión — 4:58

### Directo
- Versión Mónica Naranjo Tour
- Versión Adagio Tour
- Versión Ídolos en Concierto

## Formatos
| Promo CD (PRCD 96498) 1. "Oyeme!" — 4:58 Promo CD (PRCD 97163) 1. "Oyeme!" [Bass & Boom Remix] — 4:50 | Vinilo (658630) - Cara A: 1. "Sola" — 4:08 2. "Oyeme!" — 4:58 |

- Datos: Q6174992